# Karl Domenic Geissbühler
Karl Domenic Geissbühler (* 15. November 1932 in Winterthur) ist ein Schweizer Grafiker, Plakatkünstler, Bühnenbildner und Kunstlehrer. Er zählt zu den weltweit renommiertesten und originellsten Gestaltern von Plakaten zu Opernaufführungen.

## Leben und Werk
Karl Domenic Geissbühler besuchte von 1949 bis 1954 die Grafikfachklasse an der Kunstgewerbeschule Zürich. Seine Lehrer waren u. a. Johannes Itten und Ernst Keller. An der Schule war er 1954/1955 Assistent in der Grafikfachklasse. Danach bildete er sich an der Kunsthochschule Berlin weiter.
Von 1958 bis 1964 arbeitete Geissbühler als Art Director in der von Rudolf Farner 1950 gegründeten Dr. Rudolf Farner Werbeagentur AG in Zürich. 1964 eröffnete er sein eigenes Atelier. 1963/1964 gab er eine Mappe über Marcel Marceau sowie 1965 eine illustrierte Aphorismen-Sammlung von Oscar Wilde heraus.
Karl Domenic Geissbühler erhielt 1965 den eidgenössischen Preis für Gestaltung sowie 1961, 1963, 1988 und 1990 den Preis für das «Schweizer Plakat des Jahres». 2007 erhielt er die Goldmedaille in der Sparte Kultur der besten Plakate der Schweiz. Geissbühler unterrichtete an der Allgemeinen Gewerbeschule Basel.
Von 1976 bis 2012 war er verantwortlich für die gesamte Werbung und die Bühnenbilder des Opernhauses Zürich. Zudem entwarf er verschiedene Ausstattungen und Bühnenbilder für Oper und Ballett an den Opernhäusern bzw. Stadttheatern in Zürich, Basel und New York. Weitere Kunden waren u. a. die British Airways und die Bernina Nähmaschinenfabrik.
Karl Domenic Geissbühler ist Mitglied der Alliance Graphique Internationale (AGI) und des Art Directors Club der Schweiz (ADC). Seine Plakate wurden weltweit ausgestellt und international ausgezeichnet. 2012 übergab er die Leitung seines Grafikbüros seiner Tochter Nadine Geissbühler.

## Veröffentlichungen
- Oper im Weltformat. Verlag Niggli, Sulgen 2013, ISBN 978-3-7212-0859-7.
- Theaterplakate. Graphis Press, Zürich 1993, ISBN 978-3-85709-440-8.